# Galata

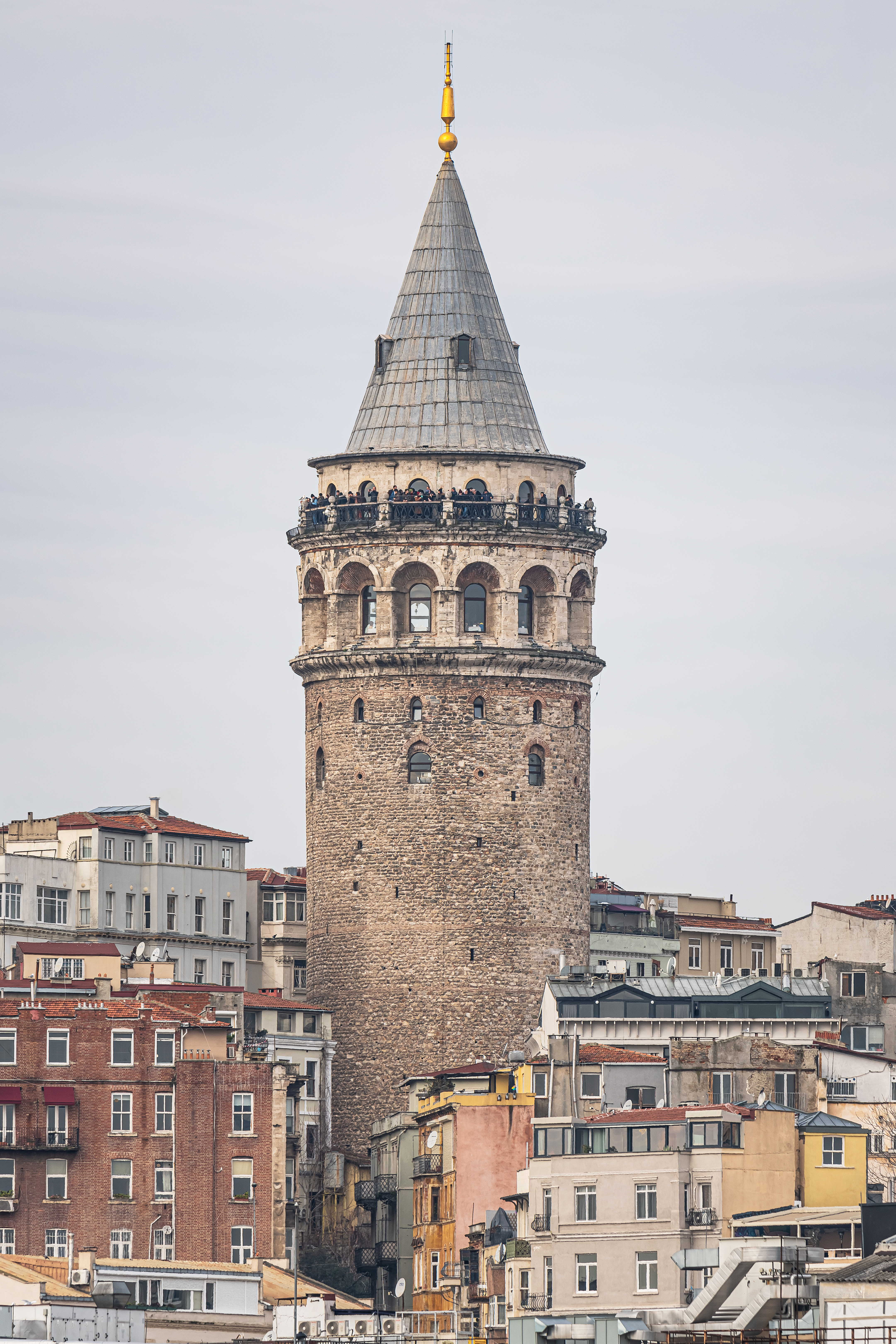
Wieża Galaty

Galata (dawniej Pera) – dzielnica Stambułu położona w europejskiej części miasta, na północnym brzegu Złotego Rogu.
Galata połączona jest ze starym Konstantynopolem trzema mostowymi przeprawami: mostem Galaty (zbudowanym w 1836 roku), mostem Atatürka i mostem Haliç. W dokumentach historycznych ta część miasta często określana jest nazwą Pera, pochodzącą od starogreckiej nazwy tego miejsca – Peran en Sykais, co dosłownie oznacza „Pole Figowe po drugiej stronie”.

## Historia
W czasach bizantyjskich na terenie Galaty znajdowało się miasto, pomiędzy którym i właściwym Konstantynopolem rozciągano łańcuch broniący wstępu do zatoki Złoty Róg, gdzie znajdował się port okrętów bizantyjskich. Wieżę, w której mieszczono koniec łańcucha, zniszczono podczas IV krucjaty. Na jej miejscu Genueńczycy wznieśli obecnie istniejącą wieżę, nazwaną wówczas Christea Turris, czyli Wieżą Chrystusa.
W XI w. w dzielnicy mieściła się gmina żydowska. W 1203 roku umocnienia Genueńczyków wraz z dzielnicą żydowską zostały zajęte i zniszczone przez krzyżowców podczas IV rucjaty, na krótko przed splądrowaniem Konstantynopola. W 1261 r. dzielnica została odzyskana przez Bizantyjczyków, lecz cesarz Michał VIII nadał ją Genueńczykom w 1267 r., zgodnie z postanowieniami traktatu z Nymphaeum. W 1303 roku zostały wytyczone dokładne granice genueńskiej kolonii, przy czym zakazano ich umacniania. Genueńczycy jednak to zlekceważyli i poprzez kolejne rozbudowy murów powiększyli obszar swojego osadnictwa. Mury te, w tym wieża Galaty z połowy XIV wieku (pierwotnie Christea Turris – „Wieża Chrystusa”, ukończona w 1348 r.), przetrwały w dużej mierze nienaruszone aż do XIX wieku, kiedy większość ich rozebrano. Galata funkcjonowała jako kolonia Republiki Genueńskiej w latach 1273–1453. Mury obronne genueńskiej Galaty istniały nadal po jej zdobyciu przez Osmanów aż do XIX wieku, gdy wyburzono je pod zabudowę. Do dziś zachował się niewielki ich fragment w okolicach wieży, dawny kościół św. Pawła i św. Dominika z czasów Cesarstwa Łacińskiego oraz Palazzo del Comune z 1316 roku, będącego siedzibą najwyższego urzędnika w Galacie, podesty.
Kiedy w 1453 roku Konstantynopol został zdobyty przez Mehmeda Zdobywcę, Galatę zamieszkiwali głównie katolicy genueńscy i weneccy. Chrześcijańscy mieszkańcy Galaty zachowali formalną neutralność podczas osmańskiego oblężenia, nie stając po stronie sułtana ani jawnie przeciw niemu.
Na początku XX wieku w Galacie mieściły się ambasady krajów europejskich i osiedlone znaczne grupy mniejszości chrześcijańskiej. 

## Zabytki
- Pałac podesty z 1314 roku – fragment pałacu zarządcy genueńskiego (podesty), zwanego też Palazzo del Comune, zbudowanego na wzór Palazzo San Giorgio w Genui, częściowo rozebrany w XIX wieku
- Wieża Galaty pochodząca z 1348 roku
- Kościół dominikanów z XIV wieku z klasztorem – od XV wieku meczet Arap Camii
- Kościół Saint Benoit – z XV wieku, najstarszy czynny kościół katolicki w Stambule
- Kościół Santi Pietro e Paolo a Galata z 1843 roku
- Ottoman Central Bank z XIX wieku na ulicy Bankalar Caddesi
- Dom Camondo (Casa Camondo) z 1880 roku
- Synagoga Ashkenazi (austriacka) z 1900 roku
- Synagoga włoska

## Galeria

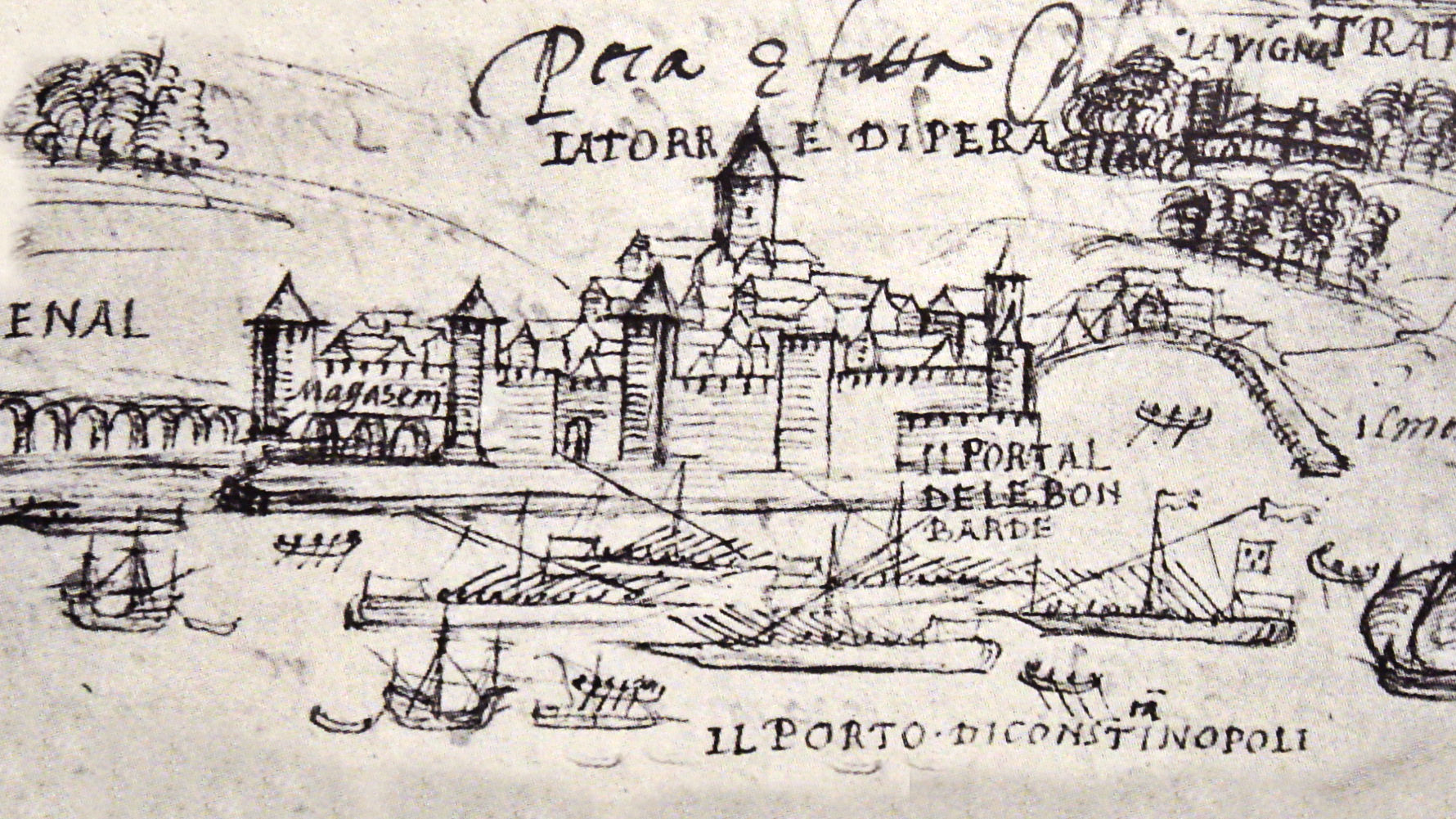
widok Pery w 1544 r.
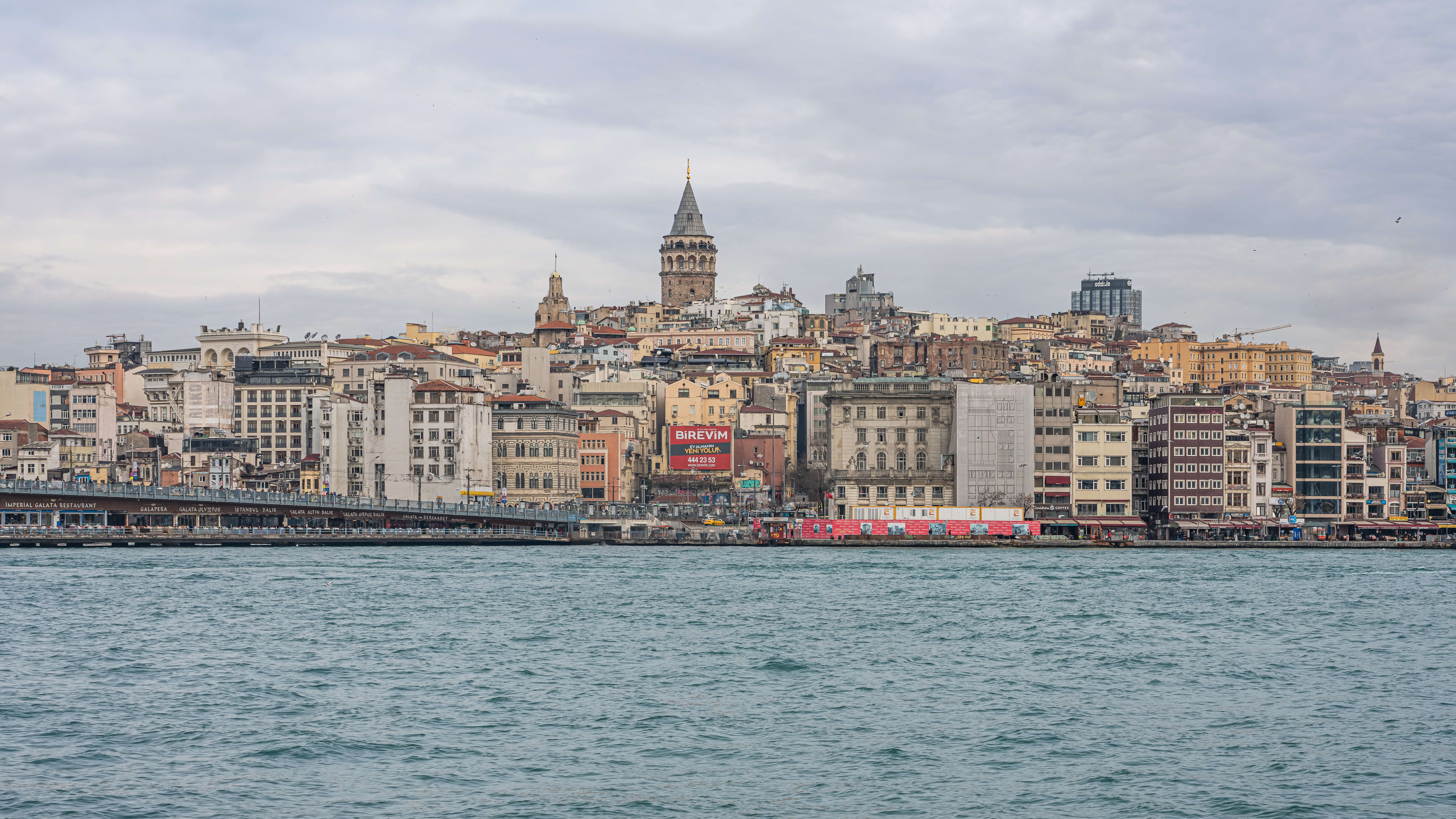
Panorama dzielnicy
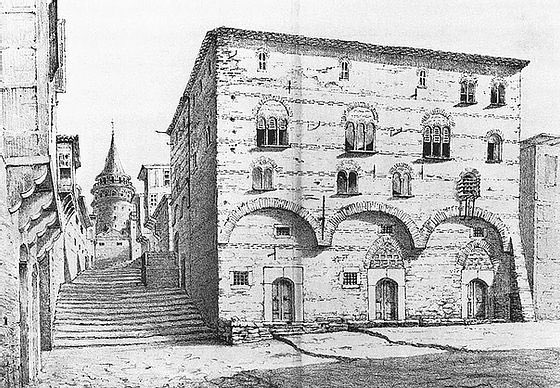
Pałac genueńskiego podesty
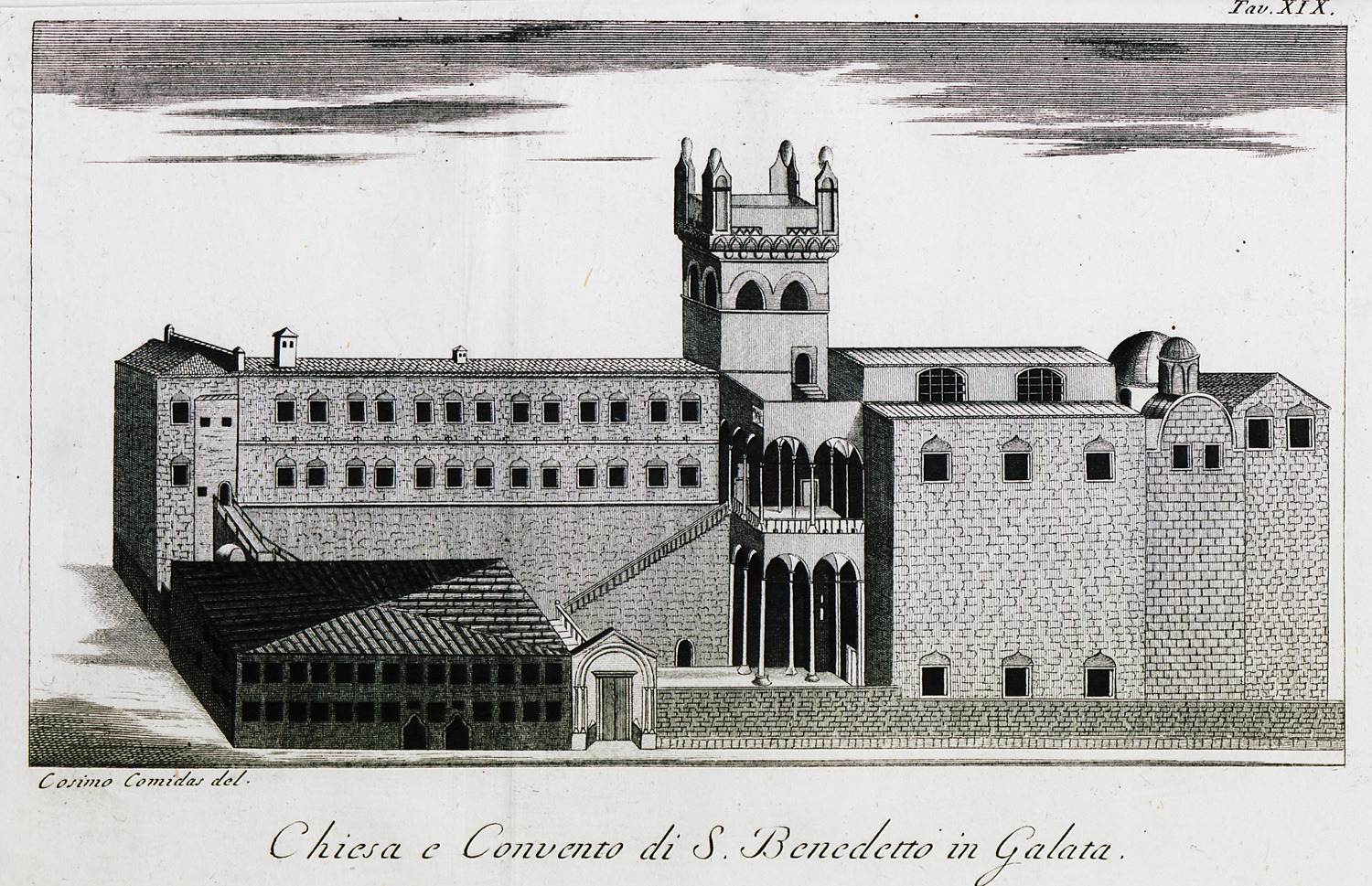
Klasztor św. Benedykta
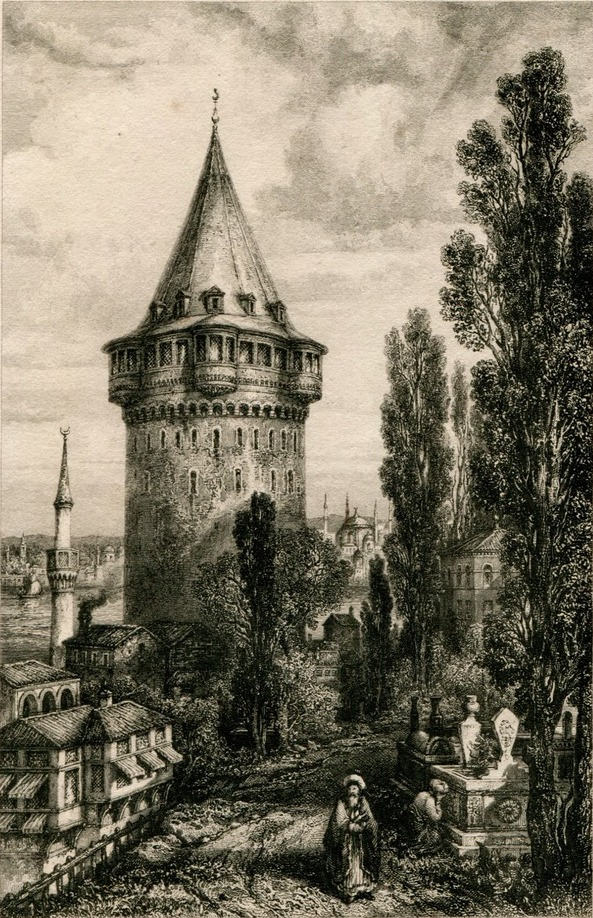
Wieża Galata w 1840
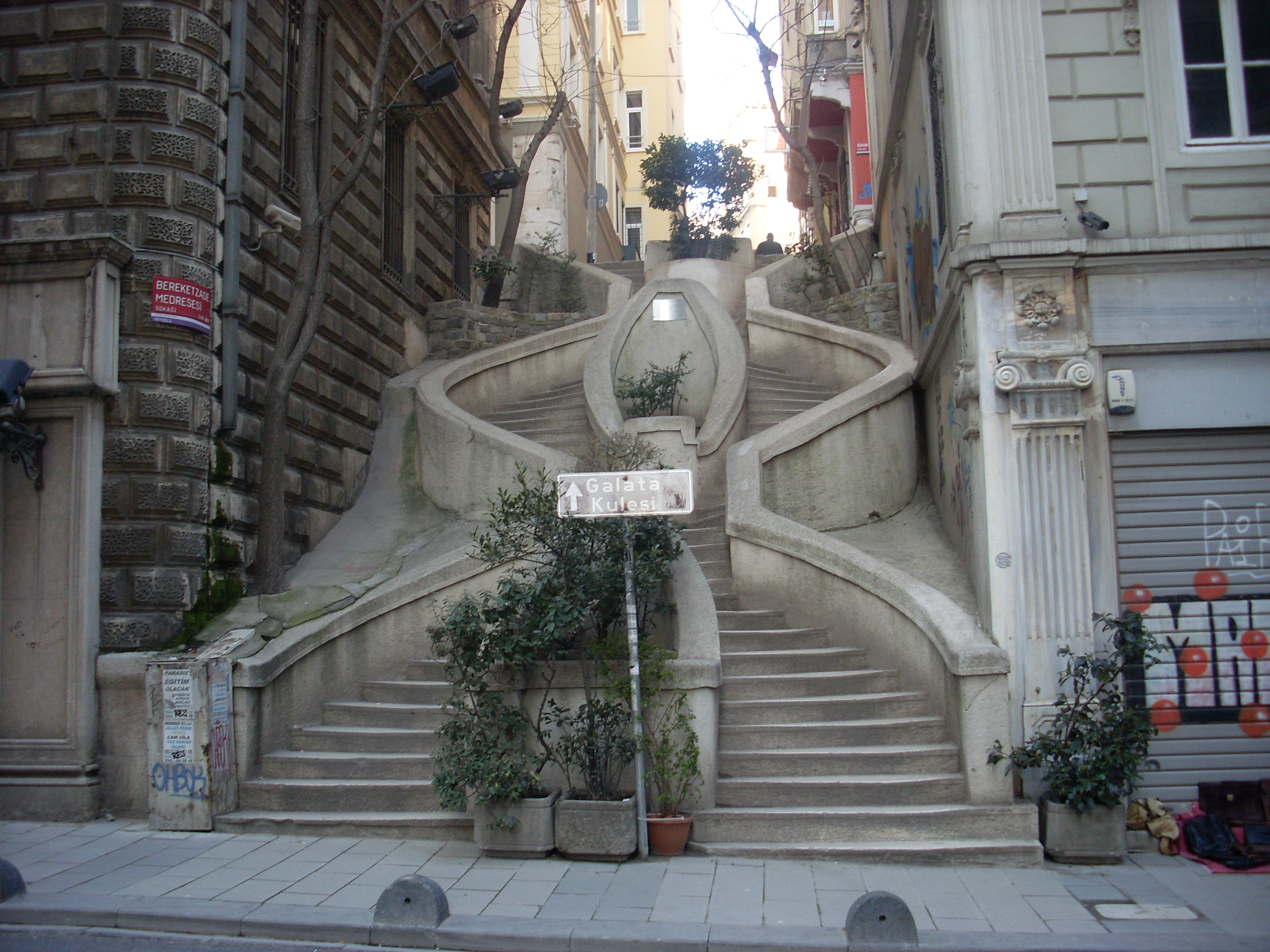
Schody Kamondo